# مت دیمون
متیو پیج دیمون (انگلیسی: Matthew Paige Damon؛ زادهٔ ۸ اکتبر ۱۹۷۰) بازیگر، تهیه‌کنندهٔ و فیلم‌نامه‌نویس آمریکایی است. نام او در رتبه‌بندی فوربز از پول‌سازترین بازیگران قرار گرفته و فیلم‌هایش بیش از ۳٫۸ میلیارد دلار در گیشهٔ آمریکای شمالی فروش داشته که این موضوع او را به یکی از پرفروش‌ترین بازیگران تاریخ تبدیل کرده است. او جوایز مختلفی از جمله یک جایزهٔ اسکار و دو جایزهٔ گلدن گلوب برنده شده و هفت بار نامزد دریافت جایزهٔ امی ساعات پربیننده بوده است.
دیمون بازیگری را با حضور در محصولات تئاتر دبیرستان آغاز و بازیگری حرفه‌ای را در شجاعت در زیر آتش (۱۹۹۶)، دلال بیمه (۱۹۹۷) و میستیک پیتزا (۱۹۸۸) تجربه کرد. او در سال ۱۹۹۷ با بن افلک فیلم‌نامهٔ ویل هانتینگ نابغه را نوشت و در آن ایفای نقش کرد که برایش توانستند جایزهٔ اسکار بهترین فیلم‌نامه غیراقتباسی را کسب کنند و خود دیمون نیز نامزد دریافت جایزهٔ اسکار بهترین بازیگر مرد شد. او بعدها در فیلم‌هایی ایفای نقش کرد که اکثرشان از لحاظ تجاری و نظر منتقدان موفق بودند: نجات سرباز رایان (۱۹۹۸)، آقای ریپلی بااستعداد (۱۹۹۹)، سیریانا (۲۰۰۵)، رفتگان (۲۰۰۶)، اطلاع‌رسانی! (۲۰۰۹)، شهامت واقعی (۲۰۱۰)، شیوع (۲۰۱۱)، فورد در برابر فراری (۲۰۱۹)، استیل‌واتر (۲۰۲۱)، آخرین دوئل (۲۰۲۱)، ایر (۲۰۲۳) و اوپنهایمر (۲۰۲۳).
دیمون برای به تصویر کشیدن فرانسوا پینار در فیلم زندگی‌نامه‌ای شکست‌ناپذیر (۲۰۰۹) نامزد دریافت جایزهٔ اسکار بهترین بازیگر نقش مکمل مرد شد. همچنین در فیلم علمی تخیلی مریخی (۲۰۱۵) بابت بازی در نقش یک فضانورد گیرافتاده در مریخ، توانست برندهٔ جایزه گلدن گلوب و همچنین نامزد دریافت جایزهٔ اسکار شود. او همچنین برای بازی در نقش جیسون بورن در مجموعهٔ بورن (۲۰۰۲–۲۰۰۷؛ ۲۰۱۶) و لاینس کالدول در سه‌گانهٔ یار اوشن شهرت دارد. او برای بازی در مجموعهٔ تلویزیونی پشت چلچراغ نامزد دریافت جایزهٔ امی ساعات پربیننده شد. دیمون از تهیه‌کنندگان درام منچستر بای د سی (۲۰۱۶) بود که برایش نامزد دریافت جایزهٔ اسکار بهترین فیلم شد.

## کودکی
مت دیمون در شهر کمبریج در ایالت ماساچوست به دنیا آمد. پدرش کنت، از فعالان بورس، و مادرش نانسی، استاد دانشگاه در رشتهٔ آموزش ابتدایی کودکان بود. اصلیت پدرش اسکاتلندی-انگلیسی و مادرش فنلاندی-سوئدی است. مت دیمون برادر بزرگتری به نام کایل (Kyle) هم دارد که در عرصه هنری و مجسمه‌سازی فعالیت می‌کند. کمی بعد از تولد مت، به شهر نیوتون نقل مکان می‌کنند. اما در دو سالگی مت، والدینشان از هم جدا می‌شوند. مت و برادرش هم به همراه مادرشان مجدداً به کمبریج برمی‌گردند. بن افلک از دوستان صمیمی مت دیمون است و این دو از کودکی با یکدیگر دوستان نزدیکی بودند. همچنین هوارد زین تاریخ‌دان نیز از جمله همسایگان آن‌ها در این محله بود.
مت دیمون دوران مدرسه خود را در همین شهر گذراند. در دوران مدرسه به‌خاطر قد کوتاهش، همیشه ترس شدیدی داشت. او در گفتگو با مجلهٔ پراد (Parade) می‌گوید به‌عنوان یک نوجوان تنها، احساس می‌کردم به جایی تعلق نداشتم و طبق روش مادرش در تربیت کودکان، او دوران سختی برای پیدا کردن هویت خود داشت.

می‌توان گفت اولین تجربهٔ بازیگری مت‌دیمون به دوران دبیرستانش بازمی‌گردد. جایی که او در نقش‌های مختلف تئاتر بازی می‌کرد. وی همیشه از معلم نمایشش تقدیر می‌کند ولی جایی نیز گفته است که او (معلمش) همیشه به بن (بن افلک) توجه بیشتری داشته و نقش‌ها و گفتارهای طولانی‌تر را به او می‌دهد.
مت دیمون از سال ۱۹۸۸ تا ۱۹۹۲ در دانشگاه هاروارد تحصیل می‌کرد. اما هیچ‌وقت فارغ‌التحصیل نشد. رشتهٔ تحصیلی مت زبان انگلیسی بود ولی نقش‌های زیادی را هم در تئاتر دانشگاه قبول می‌کرد. چندی بعد برای ادامهٔ بازیگری، تصمیم به ترک تحصیل می‌گیرد و از دانشگاه هاروارد خارج می‌شود. بعدها در مورد این تصمیمش گفت، زمانی متوجه شد تصمیمش اشتباه بوده که دیگر کار از کار گذشته بود.

## بازیگری

### شروع بازیگری
اولین نقش مت دیمون در سن ۱۸ سالگی به او داده شد. این نقش تنها یک دیالوگ یک‌خطی داشت که در فیلم «پیتزای مرموز» آن را اجرا کرد. در سال ۱۹۹۲ و زمانی که از دانشگاه خارج شد، نقش بزرگی در فیلم «جرونیمو: افسانه آمریکایی» پیدا کرد. در این فیلم او با جین هکمن هم‌بازی بود. از نقش‌های بعدی وی می‌توان به نقش یک سرباز معتاد در فیلم شجاعت در زیر آتش اشاره نمود. وی بخاطر بازی در این و بخاطر فقط ۲ روز فیلم‌برداری مجبور شد در عرض ۱۰۰ روز حدود ۱۸ کیلوگرم وزن کم کند. بعد از این رژیمی که خودش بدون مشورت گرفت، به او گفته شد بسیار خوش شانس بوده که قلبش کوچک نشده است. اما تلخی رژیمش با مورد توجه قرار گرفتن نقشش در فیلم کم‌کم از بین رفت. روزنامه واشینگتن پست طی مقاله‌ای، نقش وی را بسیار تأثیرگذار توصیف کرد. مت دیمون خود چندی بعد گفت که به خطر انداختن سلامتی‌اش برای به تصویر کشیدن هرچه بهتر نقشش، ارزشش را داشت.

### شهرت

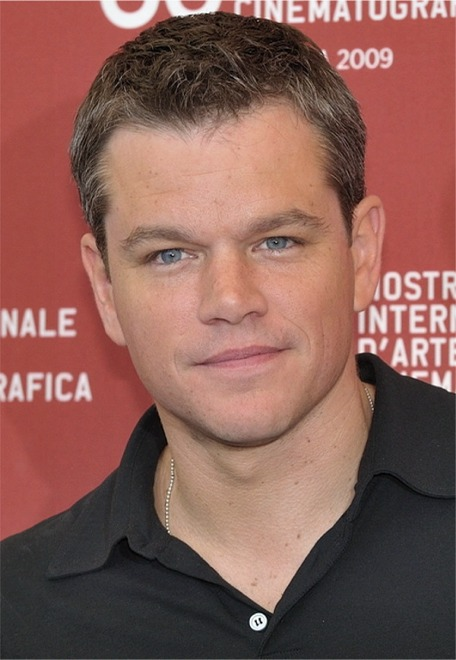
دیمون در شصت و ششمین دوره جشنواره بین‌المللی فیلم ونیز، ۷ سپتامبر ۲۰۰۹

در اوایل ۱۹۹۰ بود که مت دیمون به همراه دوست دوران کودکی‌اش، بن افلک نمایشنامه‌ای در مورد جوانی که نخبه ریاضی بود نوشتند. با توصیه‌های چند نفر از آشنایان، تغییراتی نیز در آن دادند و در نهایت، نتیجه کار آن‌ها به فیلم ویل هانتینگ خوب تبدیل شد. این فیلم نامزد دریافت ۹ جایزه اسکار شد. خود مت و بن هم موفق به کسب اسکار بهترین فیلم‌نامه شدند. مت دیمون بخاطر نقش‌آفرینی‌اش نامزد دریافت یک جایزه اسکار دیگر نیز شده بود. حقوقی که بن و مت بخاطر نویسندگی این فیلم دریافت کردند برابر با ۶۰۰٬۰۰۰ دلار بود. در حالی که فیلم فروشی بالغ بر ۲۲۵ میلیون دلاری را تجربه می‌کرد.

### ستاره شدن در هالیوود
مت دیمون به متفاوت بودن نقش‌هایش در فیلم‌های مختلف شناخته شده است. اما در این میان نقش‌های اولیه او در فیلم‌های درام عاشقانه زیاد موفق نبودند. فیلم‌هایی همچون «تمام اسب‌های زیبا» و افسانه بگر ونس را می‌توان از این دسته فیلم‌ها دانست که انتقاداتی به آن‌ها وارد است. از سال ۲۰۰۱ تا ۲۰۰۷، مت دیمون با بازی در فیلم‌های دنباله‌دار موفق شد شهرتی جهانی برای خود کسب کند. بازی وی در کنار برد پیت و جورج کلونی در فیلم یازده یار اوشن شهرت بسیاری برای وی به ارمغان آورد. با ساخت قسمت‌های بعدی آن، دوازده یار اوشن و سیزده یار اوشن در سال‌های بعد، شهرتش دو چندان شد. از فیلم‌های مشهور دیگر او در این دوره می‌توان به مجموعه فیلم‌های بورن اشاره نمود که مت در آن‌ها نقش «جیسون بورن» را بازی کرده است. این مجموعه شامل سه فیلم هویت بورن (۲۰۰۲)، برتری بورن (۲۰۰۴) و اولتیماتوم بورن (۲۰۰۷) است. او در زمان خود، یکی از پردرآمدترین بازیگران تمام دوران است.
فیلم بعدی مت دیمون، برادران گریم بود که موفقیت اقتصادی خوبی کسب نکرد. کمی بعد در همان سال سیریانا را بازی کرد. در سال بعد مت دیمون به فیلم چوپان خوب پیوست. جایی که با رابرت د نیرو هم‌بازی بود و نقش یک مأمور سازمان جاسوسی آمریکا را بازی می‌کرد. از طرف دیگر، چندی بعد هم نقش یک گانگستر مخفی در تیم پلیس را در فیلم رفتگان بازی کرد. همچنین مت دیمون در نسخه انگلیسی کارتون پونیو روی صخره کنار دریا به عنوان صداپیشه حضور پیدا کرد. این انیمیشن در سال ۲۰۰۹ در آمریکا اکران شد. وی نقش کوتاهی در سریال انتورایج نیز داشت. او در این سریال نقش خودش را بازی کرده است.
مت دیمون در نقش‌های بعدی خود، نقشی در فیلم «خبرچین» (۲۰۰۹) ایفا نمود که بخاطر آن نامزد دریافت جایزه گلدن گلاب شد. در ادامه همین سال، فیلم شکست‌ناپذیر را بازی کرد. در این فیلم مورگان فریمن نیز حضور داشت. بازی در این فیلم برای او نامزدی جایزه اسکار را به همراه داشت.
از فیلمهای پر طرفدار دیگر مت دیمون می‌شود به "نجات سرباز رایان " اشاره کرد. که با بازی زیبای تام هنکس همراه بود.
در سال ۲۰۱۰ مت دوباره همکاری‌اش را با کارگردان فیلم‌های بورن، پل گرینگرس در فیلم «منطقه سبز» شروع کرد.
از فیلم‌های سال ۲۰۱۱ مت دیمون می‌توان به «مسری»، خوش قدم ۲ و «یک باغ‌وحش خریدیم» اشاره نمود. سپس در سال ۲۰۱۲ فیلم «پشت چلچراغ» را بازی کرد. از هم بازی‌های او در این فیلم می‌توان به مایکل داگلاس اشاره نمود. کارگردان این فیلم نیز استیون سودربرگ بود.

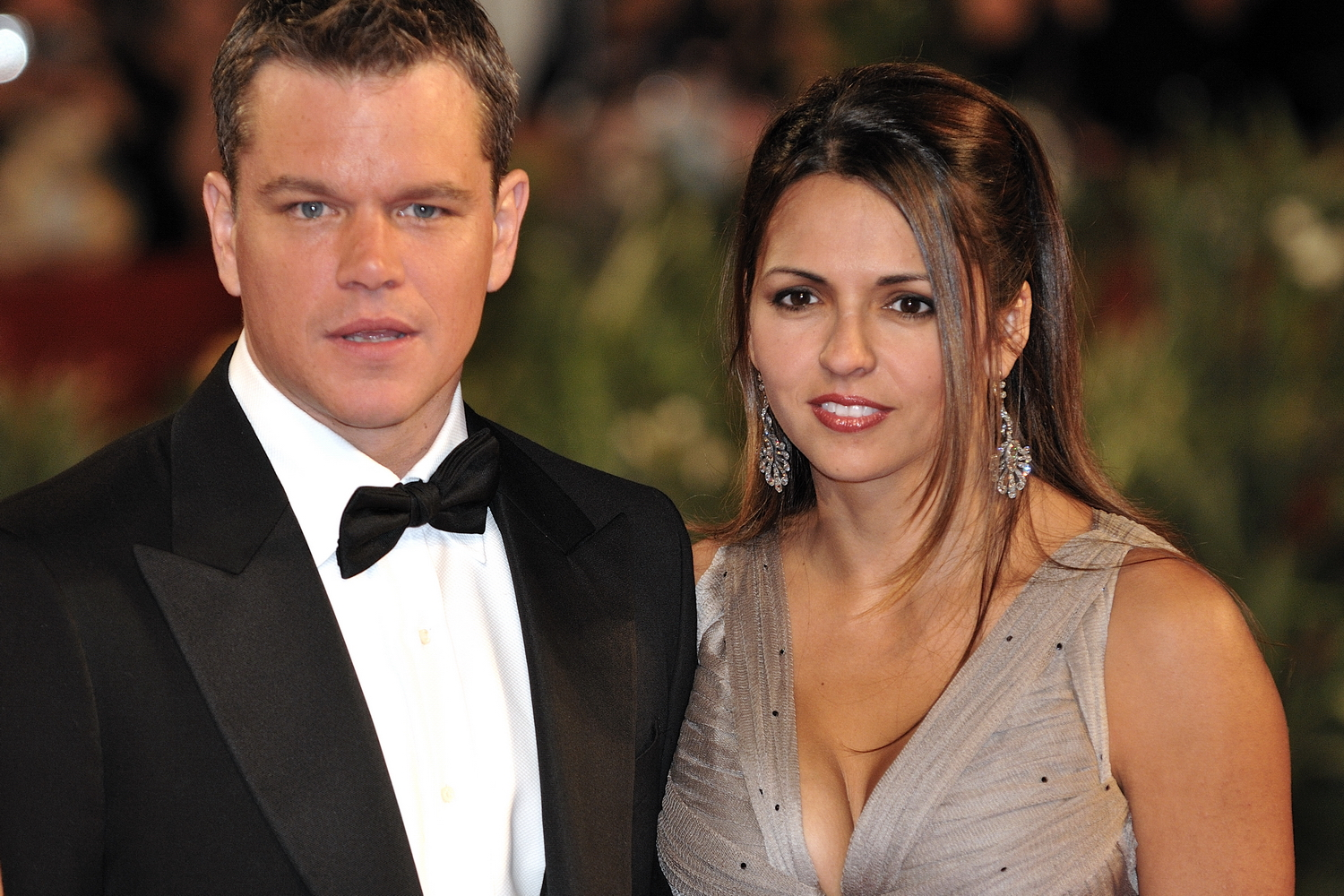
مت دیمون و همسرش لوسیانا باروسو

از آخرین آثار مت دیمون، فیلم ایلیسیم محصول ۲۰۱۳ است. در این فیلم مت نقش یک ماشین دزد سابق که هم‌اکنون کارگر کارخانه است را بازی کرده است.
کارگردان و نویسنده فیلم نیل بلومکامپ است. از آثار قبلی این کارگردان می‌توان به منطقه ۹ اشاره نمود.

### فیلم‌های آینده
در ۱۸ ژانویه ۲۰۱۲ بن افلک و مت دیمون تأیید کردند که علاقه‌مند به ساخت فیلمی در مورد حوادث پیش آمده در شهر بوستون هستند. از دیگر فیلم‌های آتی مت دیمون می‌توان به «تئوری صفر» و «مردان تاریخی» اشاره نمود که در این بین، فیلم مردان تاریخی را جورج کلونی کارگردانی کرده است.
او همچنین در فیلم فورد در برابر فراری نقش کارول شلبی را بازی کرده است

## زندگی شخصی
مت دیمون مدتی با هم‌بازی سابقش در فیلم ویل هانتینگ خوب، مینی درایور در رابطه بود. سپس با وینونا رایدر که بازیگر بود، وارد یک رابطهٔ دو ساله شد. مت در سال ۲۰۰۳ و در زمانی که در حال فیلم‌برداری یکی از فیلم‌هایش بود، با دختری آرژانتینی الاصل به نام لوسیانا باروسو آشنا می‌شود. لوسیانا در آن زمان پیشخدمت کافه بود. این زوج در یک مراسم خصوصی در سال ۲۰۰۵ با یکدیگر ازدواج می‌کنند. قابل ذکر است که باروسو از ازدواج قبلیش دختری به نام الکسا داشت که دیمون پدرخوانده اوست. این دو بعد از ازدواج صاحب سه فرزند دختر دیگر هم، می‌شوند. این زوج هم‌اکنون ساکن لس‌آنجلس
هستند. یکی از بهترین دوستان دیمون در هالیوود بن افلک می‌باشد که این سابقه دوستی از کودکی تا به الان ادامه دارد.

## جوایز

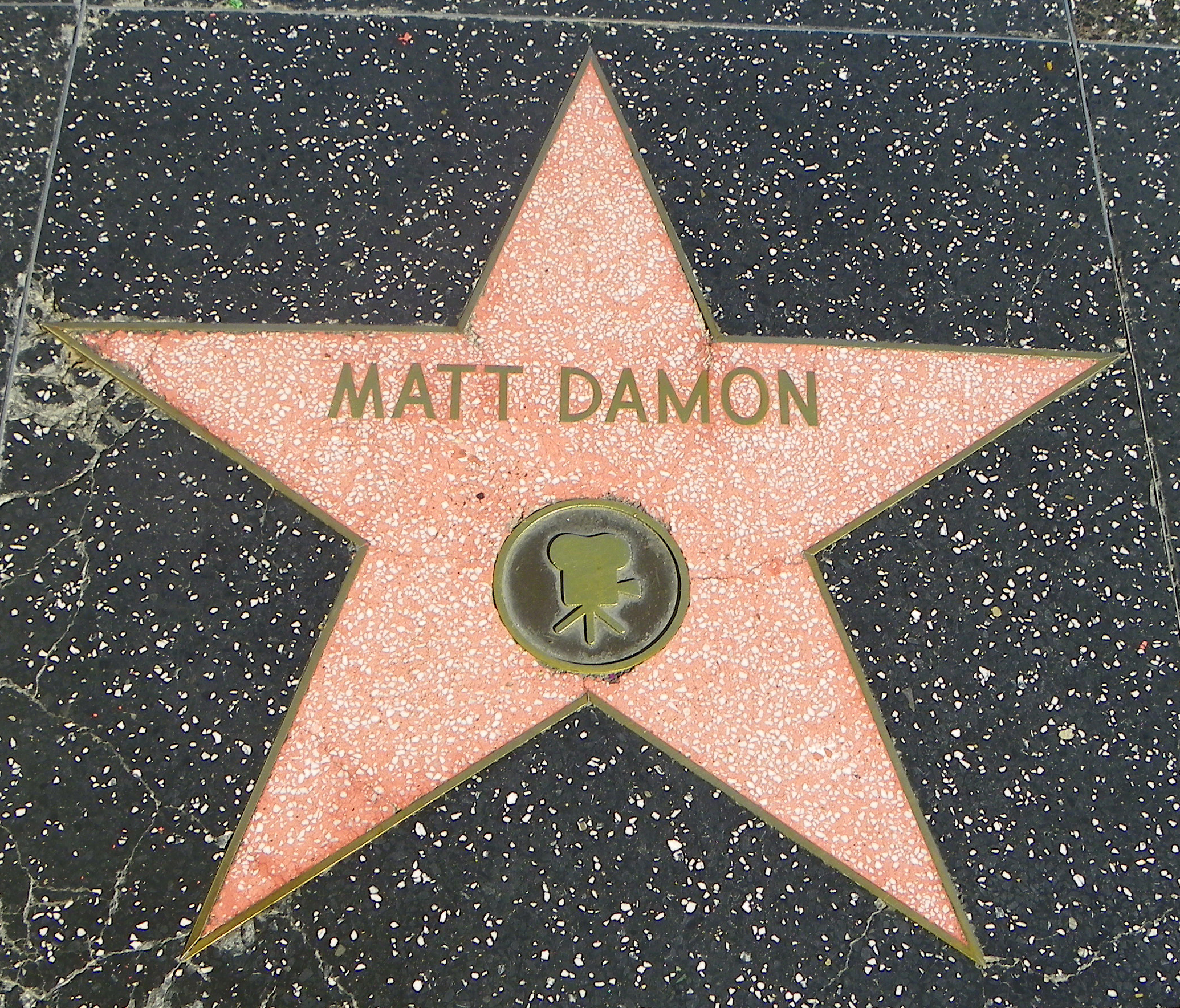
ستاره مت دیمون در پیاده‌رو شهرت هالیوود

- برنده جایزه اسکار بهترین فیلم‌نامه غیراقتباسی برای فیلم ویل هانتینگ خوب
- برنده جایزه گلدن گلوب بهترین فیلم‌نامه برای ویل هانتینگ خوب
- نامزد جایزه اسکار بهترین بازیگر نقش اول مرد برای ویل هانتینگ خوب
- نامزد جایزه گلدن گلوب بهترین بازیگر نقش مکمل مرد برای شکست ناپذیر
- نامزد جایزه اسکار بهترین بازیگر نقش مکمل مرد برای شکست ناپذیر
- نامزد جایزه اسکار بهترین بازیگر نقش اول مرد برای مریخی (فیلم)
- برنده جایزه بهترین بازیگر موزیکال یا کمدی گلدن گلوب برای مریخی